# Алтер-ду-Шан
Алтер-ду-Шан (порт. Alter do Chão; [aɫ'tɛɾ du ʃɐ̃ũ]) — посёлок городского типа в Португалии, центр одноимённого муниципалитета в составе округа Порталегре. Численность населения — 2,6 тыс. жителей (посёлок), 3,6 тыс. жителей (муниципалитет). Посёлок и муниципалитет входит в экономико-статистический регион Алентежу и субрегион Алту-Алентежу. По старому административному делению входил в провинцию Алту-Алентежу.

## Расположение
Посёлок расположен в центре округа Порталегре, в 22 км юго-западнее города Порталегре, в 30 км от границы с Испанией.
Расстояние до:
- Лиссабона — 139 км
- Мадрида — 365 км
- Каштелу-Бранку — 70 км
- Сантарена — 89 км
- Эворы — 74 км

Муниципалитет граничит:
- на севере — с муниципалитетом Крату
- на северо-востоке — с муниципалитетом Порталегре
- на юго-востоке — с муниципалитетом Монфорте
- на юге — с муниципалитетом Фронтейра
- на юго-западе — с муниципалитетом Авиш
- на западе — с муниципалитетом Понте-де-Сор

## Население
| Население муниципалитета Алтер-ду-Шан (1801—2004) | Население муниципалитета Алтер-ду-Шан (1801—2004) | Население муниципалитета Алтер-ду-Шан (1801—2004) | Население муниципалитета Алтер-ду-Шан (1801—2004) | Население муниципалитета Алтер-ду-Шан (1801—2004) | Население муниципалитета Алтер-ду-Шан (1801—2004) | Население муниципалитета Алтер-ду-Шан (1801—2004) | Население муниципалитета Алтер-ду-Шан (1801—2004) | Население муниципалитета Алтер-ду-Шан (1801—2004) |
| ------------------------------------------------- | ------------------------------------------------- | ------------------------------------------------- | ------------------------------------------------- | ------------------------------------------------- | ------------------------------------------------- | ------------------------------------------------- | ------------------------------------------------- | ------------------------------------------------- |
| 1801                                              | 1849                                              | 1900                                              | 1930                                              | 1960                                              | 1981                                              | 1991                                              | 2001                                              | 2004                                              |
| 1325                                              | 4178                                              | 7797                                              | 10 471                                            | 8383                                              | 4963                                              | 4441                                              | 3938                                              | 3666                                              |

## История
В римские времена известен как Абелтерий (лат. Abelterium). Сохранились остатки римской мозаики. Современный посёлок основан в 1232 году.

## Районы
| Фрегезии (районы) муниципалитета Алтер-ду-Шан | Фрегезии (районы) муниципалитета Алтер-ду-Шан | Фрегезии (районы) муниципалитета Алтер-ду-Шан | Фрегезии (районы) муниципалитета Алтер-ду-Шан | Фрегезии (районы) муниципалитета Алтер-ду-Шан | Фрегезии (районы) муниципалитета Алтер-ду-Шан | Фрегезии (районы) муниципалитета Алтер-ду-Шан |
| --------------------------------------------- | --------------------------------------------- | --------------------------------------------- | --------------------------------------------- | --------------------------------------------- | --------------------------------------------- | --------------------------------------------- |
| №                                             | Наименование                                  | Оригинальное наименование                     | Кол-во жителей чел.(2001)                     | Территория км²                                | Плотность чел./км²                            | Почтовый индекс                               |
| 1                                             | Алтер-ду-Шан                                  | Alter do Chão                                 | 2556                                          | 140,67                                        | 18,17                                         | 7440-000 ALTER DO CHAO                        |
| 2                                             | Шанселария                                    | Chancelaria                                   | 536                                           | 73,5                                          | 7,29                                          | 7440-000 CHANCELARIA ALT                      |
| 3                                             | Куньейра                                      | Cunheira                                      | 457                                           | 35,23                                         | 12,97                                         | 7440-251 CUNHEIRA                             |
| 4                                             | Седа                                          | Seda                                          | 389                                           | 112,23                                        | 3,47                                          | 7440-000 SEDA                                 |